# دبليو دبليو إي هيت
دبليو دبليو إي هيت (بالإنجليزية: WWE Heat)‏ معروف سابقا بساندي نايت هيت (بالإنجليزية: Sunday Night Heat)‏ هو برنامج تلفزيون خاص بالمصارعة المحترفة من إنتاج دبليو دبليو إي. استمر من 1 أكتوبر 2000 حتى 30 مايو 2008. 

## وصلات خارجية
- دبليو دبليو إي هيت على موقع IMDb (الإنجليزية)
- دبليو دبليو إي هيت على موقع قاعدة بيانات الفيلم (الإنجليزية)
- دبليو دبليو إي هيت على موقع قاعدة بيانات الفيلم (الإنجليزية)